# 베트민
베트민(베트남어: Việt Minh)은 베트남 독립동맹회(베트남어: Việt Nam Ðộc Lập Ðồng Minh Hội비엣 남 독 럽 동 민 호이 / 越南獨立同盟會)의 약칭으로, 1941년 5월 19일 호찌민이 빡보에서 설립한 베트남 민족통일전선 조직이다. 대한민국에서는 월맹(한국 한자:越盟)으로 알려져 있기도 하다. 인도차이나 공산당에서 "베트민 전선"으로 알려진 베트민은 베트남 민주공화국의 독립을 달성하기 위한 단일전선이었다. 베트민의 기원은 1930년대 설립된 베트남 복국동맹회에서 찾을 수 있다.

## 제2차 세계대전
제2차 세계 대전이 벌어져 1940년 프랑스가 독일에 무릎을 꿇자 독일 점령 하의 프랑스의 비시 정권이 임명한 장 드쿠(Jean Decoux) 장군의 프랑스령 인도차이나 정부는 일본과 협력하여 일본군의 베트남 주둔을 허용하는 조약에 서명하여 일본군이 베트남에 주둔하게 되었다. 이 지역의 전략적 입지와 천연 자원을 이용하고자 했던 일본은 자신들의 편의를 위해 프랑스 정부에게 일상적인 국정 운영을 맡겼다. 일본 점령에 항거하는 활동을 펼친 유일한 단체가 비엣민이었으며, 이 조직은 아이러니하게도 1944년부터 미국 중앙정보국의 전신인 전략사무국(OSS, Office of Stratagic Service) 그리고 중국으로부터 자금 및 무기, 훈련을 지원받았다. 이 협력 관계를 통해 비엣민은 자신들의 독립요구를 미국이 수용할 것이라는 희망을 갖게 되었다. 또한 이는 그가 미국의 지지를 받는다는 것을 암시한다는 점에서 호찌민에게도 유리하게 작용했다. 비엣민은 베트남 민중들의 지지를 획득하기 시작했다. 일본의 패망이 가시화되자 호찌민은 보응웬지압을 군사적 지도자로 임명하여 일본군을 게릴라전으로 상대하고 촌락을 중심으로 비엣민의 세력을 확장하는 전략을 폈다. 1942년 비엣민을 이끌던 호치민은 중국의 국민당과 중국 공산당 모두에게서 원조를 얻고자 중국에 잠입하였다가 중국 국민당 측에 의해 발각되었다. 이 과정에서 중국의 국민당 정부는 공산주의자라는 이유로 호찌민을 1년 이상 투옥하기도 하였다. 호찌민은 중국 국민당 정부와 공동으로 일본에 대항하기로 협약하고 석방되어 베트남으로 귀환하였다. 1945년 3월 9일 일본은 쿠데타를 일으켜 프랑스령 인도차이나를 전복시키고 옛 베트남 왕국의 바오 다이 황제를 꼭두각시로 내세운 정권을 수립하였다. 일본의 이러한 정책 결과 프랑스는 베트남에 대한 통제력을 상실하였고 비엣민은 이 기회를 통해 여러 지역을 거점으로 확보하여 베트남해방군을 육성할 수 있었다. 1945년 8월 16일 일본이 패퇴하자 비엣민은 전국인민대회를 열었다. 이 대회에서 비엣민의 깃발(그림)과 국가가 채택되었으며 전국적인 봉기를 결정하였다. 1945년 8월 16일에서 8월 18일까지 하노이에서 10만 명 이상이 참여한 봉기가 일어났고, 그 결과 비엣민은 하노이를 무혈 점령할 수 있었다. 1945년 9월 2일 비엣민은 독립선언식을 갖고 베트남의 해방과 베트남 민주 공화국의 성립을 공표하였다.

## 1차 인도차이나 전쟁

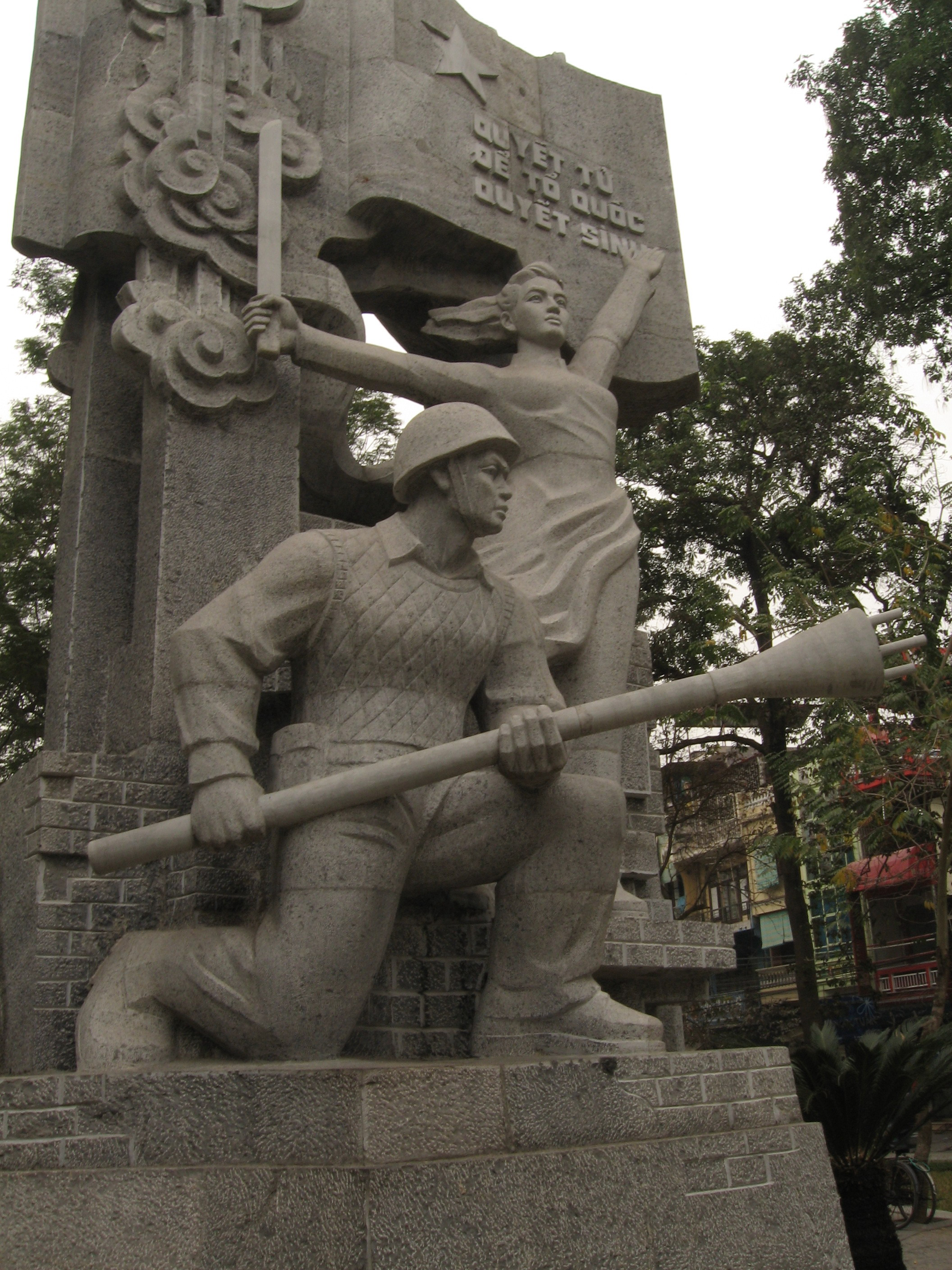
하노이의 승전 기념비

제2차 세계대전의 종전 후 몇달이 지나자 중화민국은 일본제국 패잔병의 무장 해제를 명분으로 하노이에 입성했다. 또한 장 에땅 발루이가 이끄는 프랑스 군대도 하노이 부근에 주둔하였다. 군사적 긴장감이 감도는 가운데 비엣민과 중화민국군, 프랑스군은 삼자 협약을 맺고 프랑스령 인도차이나의 일원으로서 베트남의 독립 인정과 프랑스군 및 중국군의 철군에 합의했다. 그러나 프랑스군의 약속은 지켜지지 않았고 1947년 프랑스군은 하노이를 포위 공격하여 점령였다. 그러나 1949년까지 프랑스는 비엣민을 이길 수 없었고 산발적인 교전이 계속되었다. 한편 1949년 이후에는 공산주의 국가인 중화인민공화국이 건국되었고 이 기간에 중국은 비엣민에게 은신처와 무기를 제공하였다. 1950년 1월에는 중국에 이어 소련도 이들이 선포한 베트남 민주 공화국을 정식 국가로 인정했다.

## 북베트남
프랑스와 베트남의 전쟁은 1954년까지 지속되었으나 1954년 5월 6일 디엔 비엔 푸 전투에서 프랑스군은 비엣민군에게 궤멸적인 타격을 입고 패배하였다. 이후 제네바에서 평화협정이 열렸다. 협정 결과 베트남은 독립을 인정받았으나 아시아의 공산화를 우려한 미국의 주장에 의해 분단되었다. 북위 17도를 기준으로 베트남은 남과 북으로 분단되었다. 북 베트남은 베트남 민주 공화국의 주권이 인정되었고 남베트남에서는 바오 다이 황제 시절 총리를 지낸바 있는 응오 딘 디엠이 대통령으로 취임하였다. 비엣민은 이러한 분단을 제국주의의 간섭으로 받아들였으며 이후 베트남 전쟁의 불씨가 되었다.
당시 베트민들 중에는 제네바 협정에 따른 총선을 위해 남베트남에 남아있는 이들이 있었는데, 응오딘지엠 정권이 총선을 파기하고 이들에 대한 소탕작전을 전개하면서 이번에는 남베트남 정부에 맞서 투쟁을 벌이게 됐으며, 이들과 일부 호치민 루트를 통해 남하한 인사들이 모여 만든 조직이 남베트남민족해방전선 즉 베트콩이었다.

## 같이 보기
- 베트남의 역사